# Taşköprü (Kastamonu)
Taşköprü es una municipalidad y también un distrito de Turquía perteneciente a la provincia de Kastamonu.

## Etimología
El pueblo toma su nombre de un antiguo puente de piedra ("taş köprü" en turco) de 68 m sobre el Gökırmak, un afluente del río Kizilirmak.

## Ubicación
El pueblo dista 42 km de Kastamonu, la capital provincial. Se ubica a una altitud de 500 m sobre el nivel del mar. Los restos de la antigua Pompeyópolis se encuentran dentro de las fronteras del distrito.

## Demografía
Su población en el año 2013 era de 39 400 habitantes; de ellos 23 220 se encontraban en los asentamientos rurales del distrito y 16 180 en el propio núcleo principal.